# Distrito electoral local 12 de Morelos
El XII Distrito Electoral Local de Morelos es uno de los 12 distritos electorales locales del estado de Morelos para la elección de diputados locales. Su cabecera es la ciudad de Yautepec de Zaragoza.

## Historia

### Yautepec como cabecera distrital

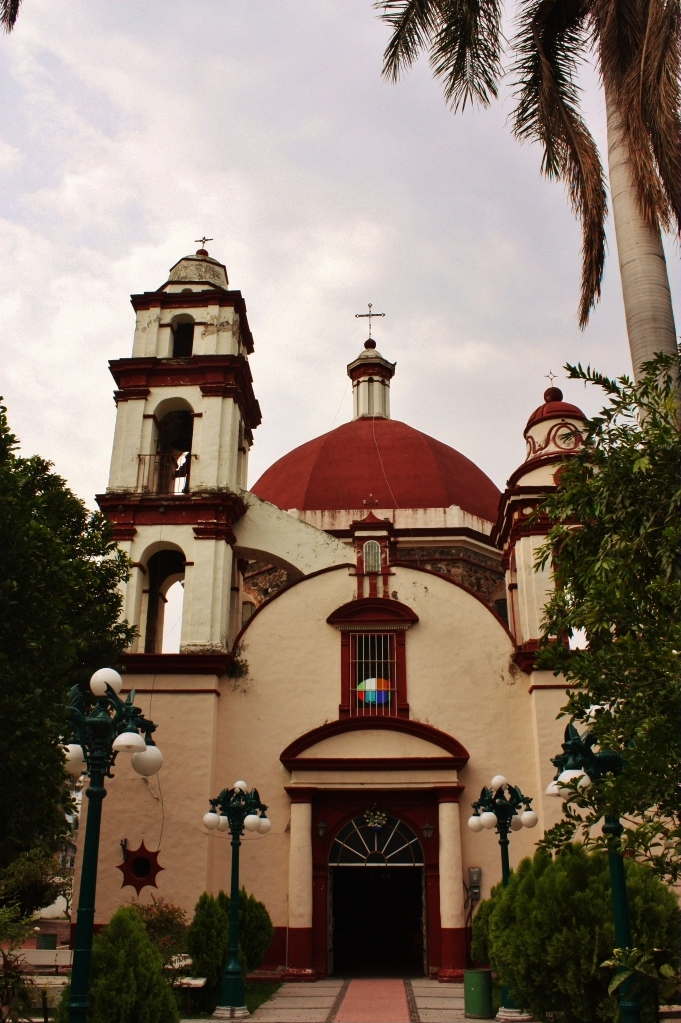
Yautepec sede del consejo distrital.

Después de la creación de Morelos en 1869 durante la I Legislatura del Congreso del Estado de Morelos existían siete distritos, siendo Yautepec el VII Distrito. De 1875 a 1877 existieron diez distritos siendo Yautepec el IV Distrito. De 1877 a 1878 existieron nueve distritos siendo Yautepec los distritos III y IV. De 1878 a 1884 existieron nueve distritos siendo Yautepec el III Distrito. De 1884 a 1886 existieron nueve distritos siendo Yautepec el IV Distrito.
De 1886 a 1912 existieron nueve distritos siendo Yautepec el III Distrito. De 1912 a 1913 existieron once distritos siendo Yautepec el IV Distrito. De 1930 a 1976 existieron siete distritos siendo Yautepec el V Distrito. De 1976 a 1979 existieron nueve distritos siendo Yautepec el VI Distrito. De 1979 a 1994 existieron doce distritos siendo Yautepec el VIII Distrito. De 1994 a 1997 existieron quince distritos siendo Yautepec el X Distrito. De 1997 a 2018 existieron dieciocho distritos siendo Yautepec los distritos XII y XIII.
El 29 de agosto de 2017 el Consejo General del Instituto Nacional Electoral (INE) aprobó los distritos electorales uninominales locales y sus respectivas cabeceras distritales de Morelos, que entraron en vigor para las elecciones estatales de Morelos de 2018.

## Demarcación territorial
Este distrito está integrado por un total de dos municipios, que son los siguientes:
- Jiutepec, integrado por 14 secciones electorales.
- Yautepec de Zaragoza, integrado por 51 secciones electorales.

## Diputados por el distrito
- LIV Legislatura (2018-2021)
  - Maricela Jiménez Armendáriz (MORENA).[4]
- LV Legislatura (2021-2024)
  - Agustín Alonso Gutiérrez (PANAL).[5]